# Thymus zygis subsp. silvestris
Thymus zygis subsp. silvestris é uma subespécie de planta com flor pertencente à família Lamiaceae. 
A autoridade científica da subespécie é (Hoffmanns. & Link) Cout., tendo sido publicada em Lab. Port. 35. 1907.

## Portugal
Trata-se de uma subespécie presente no território português, nomeadamente em Portugal Continental.
Em termos de naturalidade é endémica da Península Ibérica.

## Protecção
Não se encontra protegida por legislação portuguesa ou da Comunidade Europeia.